# 林成
林成（1483年—？），字世玉，福建福州右衛軍籍，侯官縣人，明朝政治人物。

## 生平
庚午科（1510年）福建鄉試第七十九名舉人。正德十六年（1521年）中式辛巳科會試第二百三十九名，登第三甲第四十五名進士。官至兵部主事，謫通判。

## 家族
曾祖林福；祖父林貴；父林安，母黃氏。慈侍下。兄林鋐、弟林椿、林居。